# Christophe Lagrange
Pour les articles homonymes, voir Lagrange.
Christophe Lagrange né le 24 octobre 1966 à Montcy-Notre-Dame (Ardennes), est un joueur de football ayant évolué au SCO Angers de ces dernières années.

## Biographie
Formé à Lens, il rejoint ce club sous l'ère Gauthier. Il est alors l'un des buteurs les plus prolifiques de D2 (meilleur buteur du groupe B avec 19 buts en 1991) avant de confirmer en D1 lors de l'unique retour du SCO Angers à ce niveau en 1993-94. Il forme avec son ami et complice Cédric Daury un duo aussi bien au SCO qu'au HAC. Il évolue ensuite à l'AS Saint-Étienne et Le Havre en première division avant de rejoindre l'équipe de Louis Nicollin à Montpellier.[réf. nécessaire]

## Carrière
- 1984-1986 :  CS Sedan (D2)
- 1986-1988 :  RC Lens (D1)
- 1988-1994 :  SCO Angers (D2)
- 1994-1996 :  Le Havre AC (D1)
- 1996-1998 :  AS Saint-Étienne (D2)[2]

## Palmarès
- Sélectionné en 2002 pour un stage avec l'équipe Nationale de Football Entreprise
- Vice-Champion de France de Division 2 en 1993 avec Angers
- Meilleur buteur du Groupe B de D2 avec 19 buts en 1991